# 米德撞擊坑
米德撞擊坑（英語：Mead）是金星上的一個撞擊坑，以美國文化人類學家瑪格麗特·米德命名。

## 概述
米德撞擊坑是金星上最大的撞擊坑，直徑達到270（170英里）。該撞擊坑有內側和外側兩個環，和一個在外環周圍的小規模噴發物沉積層。撞擊坑底部形態看起來非常類似周圍平原。
米德撞擊坑被歸類為多環撞擊坑，最內層的同心圓陡坡被認為是撞擊坑原始腔的外環。坑內無斷塊山形成的內部山峰環。丘狀且雷達資料中明亮的撞擊坑噴發物橫越了雷達資料中黑暗的坑底地形，以及外環周圍的陡坡都顯示坑底區域曾經歷巨大的同心圓旋轉作用，不過作用區域是在原始的撞擊坑內腔之外。平坦且部分區域明亮的內層坑底被認為是相當程度的撞擊熔融或火山熔岩填充形成。撞擊坑環的東南部則有許多丘狀噴發物似乎被之前存在的山脊限制，因此這代表當地沉積物質的一個極低的沉積模式。

## 外部連結
- Image